# Azorella crenata
Azorella crenata là một loài thực vật có hoa trong họ Hoa tán. Loài này được (Ruiz & Pav.) Pers. mô tả khoa học đầu tiên năm 1805.